# 渋川市立渋川北小学校
渋川市立渋川北小学校（しぶかわしりつ しぶかわきたしょうがっこう）は、群馬県渋川市にある公立小学校。現在の児童数は22学級563名。

## 沿革
- 1873年 - 開校
- 2006年 - 渋川市と近隣市町村の市町村合併に伴い、渋川市立北小学校から渋川市立渋川北小学校と名称変更。

## 所在地
- 群馬県渋川市渋川並木町681番地2
- 最寄駅は、JR（上越線、吾妻線）渋川駅

## 学区
渋川の一部(下郷・東町・新町・下ノ町・本町・寄居町・坂下町・並木町・中ノ町・元町)、阿久津、金井の一部(南町(主要地方道渋川吾妻線東)・国町)

## 近隣の施設
- 群馬県立渋川高等学校
- 渋川市立渋川北中学校

## 著名な出身者
- 山口寒水 - 小説家